# Cratere di Kauhakō
Il cratere di Kauhakō è un cratere vulcanico sito nelle Hawaii, negli Stati Uniti d'America, più precisamente sull'isola di Molokai. È uno degli elementi geografici più caratteristici della contea di Kalawao. Il cratere è la bocca del vulcano a scudo Makanalua, oggi spento, e ospita un piccolo lago vulcanico.

## Geografia
Il cratere di Kauhakō, sito a circa 150 m s.l.m. di altezza, è il punto più alto della penisola di Kalaupapa, sita nella contea di Kalawao. Ha una forma vagamente circolare, con un diametro da 500 a 650 m. I suoi lati formano una cresta naturale che divide naturalmente la penisola.

## Storia
Il cratere si è formato relativamente di recente durante il Pleistocene (da 2,5 milioni a 12 000 anni fa) nel corso delle eruzioni del Makanalua, vulcano del complesso del Kamakou che andò a formare l'isola hawaiana di Molokai. Il Makanalua si è poi spento, e il suo cratere è stato riempito dalla vegetazione, lussureggiante per via della presenza di un lago vulcanico presto formatosi nella bocca del vulcano per il ristagno d'acqua.
Con l'arrivo dei nativi hawaiani attorno alla fine del I millennio anche il cratere di Kauhakō fu colonizzato, e venne a lungo usato come luogo di sepoltura. Oggi tuttavia non vi sono più residenti in prossimità del cratere, con gli abitanti concentrati nelle vicine cittadine di Kalaupapa e Kalawao per le più salubri condizioni climatiche.
Nel 2011 il cratere, creduto spento, ha mostrato segni di attività vulcanica quando in settembre il lago al suo centro sperimentò una prolungata eruzione limnica, che sterminò la locale biomassa, in particolare le popolazioni di gamberi e fitoplancton. Rilevazioni da parte del personale del Parco nazionale storico di Kalaupapa nel dicembre successivo rilevarono che l'eruzione era ancora in corso, e che la fauna non era ricomparsa nel cratere.